# 陈芝琹
陈芝琹（？—？），亦作陈芝琴，天津洋行买办，曾任天津青年会的董事，是南开大学早期捐赠者。
陈芝琹曾因南开大学校长张伯苓提起南开大学尚无女生宿舍，便向南开大学捐资三万元用于建设女生宿舍楼。1931年，该楼简称并被命名为芝琴楼。
1936年，张伯苓在重庆筹建重庆南渝中学（重庆南开中学）时，陈芝琹再次捐建科学馆，被命名为芝琹馆。